# Stenothoe ascidiae
Stenothoe ascidiae is een vlokreeftensoort uit de familie van de Stenothoidae. De wetenschappelijke naam van de soort is voor het eerst geldig gepubliceerd in 1933 door Pirlot.